# زبان‌های لزگی
زبان‌های لزگی (انگلیسی: Lezgic languages) یکی از هفت شاخه خانواده زبانی قفقازی شمال شرقی است. زبان‌های لزگی و تبسری از زبان‌های این شاخه هستند که دارای سنت نوشتاری‌اند.

## طبقه‌بندی
- پیرامونی: آرچی: ۹۷۰ گویشور
- سموری (لزگی مرکزی)
  - سموری شرقی
    - اودویی: ۵۰۰۰ گویشور
    - لزگی - آقولی - تبسری
      -  لزگی: ۷۸۴٬۰۰۰ گویشور
      - آقولی: ۲۸٬۳۰۰ گویشور
      - تبسری: ۱۲۸٬۹۰۰ گویشور

  - سموری جنوبی
    - کریتسی: ۶٬۰۰۰ گویشور (۱۹۷۵)
    - بودوخی: ۱٬۰۰۰ گویشور

  - سموری غربی
    - روتولی: ۲۹٬۵۰۰ گویشور
    - تسخوری: ۲۲٬۷۷۰ گویشور

## همخوان‌های واکدار فورانی
زبان‌های لزگی با نظریه چاکنایی زبان‌های هندواروپایی مرتبط است، زیرا چند زبان از این زبان‌ها، دارای فورانی‌های واکدار فرض شده‌اند؛ عقیده‌ای که به طور گسترده برای این خانواده زبانی غیرمحتمل دانسته می‌شود. تشابهات به خوبی مورد بررسی قرار نگرفته است (زبان روتولی در با مثال‌های پایین در تناقض است)، اما مثال‌هایی نظیر مثال‌های زیر وجود دارد:
| زبان‌های لزگی                                     | زبان‌های غیرلزگی              | معنای واژه |
| ------------------------------------------------ | ---------------------------- | ---------- |
| روتولی [dur]؛ کاخوری [do]                        | آواری [tstsʼar]              | نام        |
| روتولی [mitʃʼri]؛ تبسری [midʒir]؛ آقولی [mudʒur] | آرچی [motʃʼor]؛ لکی [tʃʼiri] | نان        |
| تبسری [vaz]                                      | آواری [motsʼ]                | ماه        |

تغییرات مشابهی هم در جایگاه آغازین واژه‌های زبان نخی روی می‌دهد.